# 서승휘
서승휘(1987년 6월 27일 ~)는 대한민국의 성우이다. 2014년에 KBS 공채 39기 성우로 데뷔했으며 한국방송 성우극회 소속이다.

## 출연 작품
- 특선다큐멘터리 사이언스 페어 천재들의 대결 (KBS1) - 에이브러햄, 로비
- 올 댓 스케이트 2019 (SBS, SBS 스포츠) 김연아, 네이선 첸 등 출연 - 현장 성우
- 아침이 좋다 [물의 날 특집] 숫자로 보는 물 부족 이야기 (KBS2)  - 내레이션
- 디셉션 (KBS) - 찰리(루카스 홀)
- 명견만리 차이나 3.0 (KBS1) - 내레이션

## 같이 보기
- 한국방송 성우극회